# Гринч против Кота в шляпе
«Гринч гринчит Кота в шляпе» (англ. The Grinch Grinches the Cat in the Hat) также известный под такими названиями, как «Кот в шляпе ухмыляется» или «Кота в шляпе отгринчили» (англ. The Cat in the Hat Gets Grinched), «Гринч против Кота в Шляпе» (англ. The Grinch versus Cat in the Hat) и «Гринч вставляет Кота в шляпе» — американский музыкальный мультфильм-кроссовер между Гринчем и Котом в шляпе 1982 года режиссёра Уильяма Д. Переса и студии Marvel Productions. Песни были написаны композитором «Улицы Сезам» Джо Рапосо. Премьера состоялась 20 мая 1982 года на телеканале ABC и мультфильм стал последним спец-выпуском по мотивам произведений Доктора Сьюза. Мультфильм победил в номинации премия «Эмми».

## Сюжет
Гринч просыпается однажды утром в хорошем настроении, пока его отражение в зеркале (возможно, видение его отца) не заговорило с ним, побуждая его повторить «Клятву Гринча», напоминая ему о его злой природе, и он уходит из дома, чтобы проявить себя. Тем временем Кот в шляпе отправляется на пикник. Пути обоих персонажей пересекаются, когда Гринч врезается своей машиной в машину Кота, и все быстро перерастает в ожесточённую автомобильную погоню после того, как Кот непреднамеренно оскорбляет Гринча, назвав его «мистером Зелёнолицым».
Кот возвращается к себе домой, но Гринч не оставляет его в покое, чтобы продемонстрировать изобретённое им устройство, «Акустический антиаудиальный бипер», также называемый «Вакусаунд-чистильщик», который смешивает все звуки в пределах 50 милях, включая кошачий голос. Вернувшись домой, Гринч решает превратить подметальную машину в «тёмную комнату», антимаяк, излучающий лучи тьмы.
Кот начинает обижаться и возмущаться из-за глупых и грубых шуток Гринча, и проводит с ним сеанс психиатрии в пузыре мыслей, чтобы выяснить, почему он такой подлый. У него ничего не получается с воображаемым Гринчем (хотя его ненадолго возбуждают воспоминания о его покойной матери), поэтому Кот решает подойти и поговорить с ним. Однако Гринч образует вокруг полную темноту, из-за чего Кот не видит, куда он идёт, и он разбивает свою машину, когда проезжает знак «Тупик». Гринч решает оживить ситуацию, изменив луч тьмы на цвет хурмы.
Кот укрывается в ближайшем ресторане, в то время как Гринч посылает туда от своих изобретений лучи, которые заставляют вещи менять цвет и буквально и безумно оживлять их, а его шутки приводят в замешательство во всём ресторане. Кот теперь был в ярости на Гринча и размышляет про сам собой о том, как он может изменить Гринча. В конце концов он находит идею и сплачивает всех в ресторане, чтобы они последовали за ним домой к Гринчу. Там они вместе начинают петь песню, чтобы напомнить Гринчу обо всей любви, которую он получил от своей матери, и умолять его изменить свой образ жизни и стать лучше. Прежде чем Гринч успевает добраться до тёмной комнаты, чтобы взломать её, он падает в обморок из-за воспоминаний о своей матери (чьё отражение в луже его слёз утешает его), и они с Максом разбирают тёмную комнату.
На следующее утро Гринч снова был счастлив. Когда отражение снова пытается обратить его во зло, Макс использует ваакумную уборочную машину, которую Гринч оставил вчера нетронутой, и отражение путает слова. В результате всё не повторилось вновь и закончилось хорошо.

## Роли озвучивали
- Мейсон Адамс — Кот в шляпе/Рассказчик[3]
- Боб Холт — Гринч/первый официант/Мама Гринча
- Фрэнк Уэлкер — Макс/второй официант/Дополнительные голоса
- Джо Эйч — Шеф-повар

## Музыка
1. «A Beelzeberry Day» — Кот в шляпе
2. «Relax-ification» — Кот в шляпе
3. «Master of Everyone’s Ears» — Гринч
4. «Most Horrible Things» — Гринч
5. «Psychiatry Song» — Кот в шляпе
6. «Remember Your Mother» — Кот в шляпе/Шеф-повар/Струнный квинтет/Официант/Певцы мужского квартета

## Награды
В 1982 году мультфильм был номинирован на премия «Эмми» за выдающаюся анимацию и победил в данной номинации.

## Производство
И Гринч, и Кот в шляпе были озвучены другими актёрами озвучивания, чем те, которые использовались в предыдущих спецвыпусках, все из которых умерли. Боб Холт озвучивал Гринча, заменив Ганса Конрида, который озвучивал Гринча в «Хэллоуин — ночь Гринча» и умер за несколько месяцев до того, как этот спецвыпуск вышел в эфир. (Борис Карлофф, первоначальный голос Гринча, умер в 1969 году.) Мейсон Адамс взял на себя роль озвучки Кота в шляпе, сменив покойного Алана Шермана, умершего в 1973 году.
Поскольку Фреленг отсутствовал в производстве «Розовый с первого взгляда» из-за того, что он распустил студию, которую он начал с DePatie до возвращения к Warner Bros., это был единственный другой полностью анимационный продукт DFE, созданный Marvel Productions, и один из последних мультфильмов DFE, в котором Фреленг участвовал.

## Выход на видео
Спецвыпуск был впервые выпущено на VHS в середине 80-х через подразделение CBS/Fox Video и переиздано позже в том же десятилетии. В этом релизе использовалось рабочее название «Кот в шляпе ухмыляется». Спецвыпуск сохранил своё обычное название на переизданиях VHS (включая «Dr. Seuss Sing-Along Classics» от 20th Century Fox Home Entertainment с CBS Video и Fox Kids Video). Он также был переиздан на VHS в 2000 году компанией Paramount Home Entertainment.
Позже он был выпущен на DVD компаниями Universal Pictures Home Entertainment/Universal Studios Family Productions. Спецвыпуск был снова выпущен на DVD компанией Warner Home Video 18 октября 2011 года в рамках программы «Доктор Сьюз на ТВ!» вместе с мультфильмом «Как Гринч украл Рождество!» и «Хэллоуин — ночь Гринча». 23 октября 2018 года он был выпущен на Blu-ray компанией Warner Bros. Home Entertainment в качестве дополнения к мультфильму «Доктор Сьюз: Как Гринч украл Рождество: Полное издание», а также «Хэллоуин — ночь Гринча». Для этого выпуска оба дополнения были переработаны в высоком разрешении.